# Araneus circe
Araneus circe este o specie de păianjeni din genul Araneus, familia Araneidae. A fost descrisă pentru prima dată de Jean Victor Audouin în anul 1826. Conține o singură subspecie: A. c. strandi.